# 斯特林发动机
斯特林发动机（英語：Stirling Engine）又名熱空氣引擎，是一种基于斯特林循环的闭循环活塞式热机。闭循环的意思是膨胀和压缩介质一直保存在气缸内；而开循环，如内燃机需要与大气交换气体。

## 历史
伦敦的牧师罗伯特·斯特林（Robert Stirling）于1816年发明的，所以命名为“史特林引擎”（Stirling engine）。

## 工作原理
斯特林发动机透過气体吸收热源的内能，热胀冷缩做功，然后接触冷源，气体压缩，使活塞复位。发动机内的工作气体处于封闭中，因此可以用惰性气体来作为介質。以简单的双缸斯特林为例，斯特林发动机的工作过程可以分为如下几个阶段：
1. 右侧气缸与热源接触，缸内气体受热膨胀，对右侧活塞做功，活塞上升，接近于等温膨胀过程。
2. 左侧活塞上升，右侧活塞下降，工作气体进入左侧气缸，接近于等容放热过程。
3. 左侧气缸与冷源接触，缸内气体冷却收缩，左侧活塞下降，接近于等温压缩过程。
4. 左侧活塞继续下降，工作气体返回右侧气缸，接近于等容吸热过程，完成一个循环。

理想情况下，等容放热量与等容吸热量相同，等温膨胀吸热量高于等温压缩放热量，输出机械能。
| - 1 - 2 - 2 - 3 - 4 - 4 |

共用活塞的活塞斯特林发动机
冷热双活塞分离的活塞斯特林发动机

配气活塞式斯特林发动机的原理，配气活塞斯特林发动机有配气活塞和动力活塞两个活塞。其中配气活塞并不密封，气体可以从其和气缸间的缝隙中自由流动：
1. 底部气体受热，配气活塞向上运动。
2. 配气活塞上部气体受到压迫，一部分推动动力活塞运动，一部分从缝隙中进入配气活塞底部受热膨胀继续推动配气活塞。
3. 动力活塞转动，带动飞轮，飞轮带动配气活塞向下运动。
4. 配气活塞压迫气体进入上方，气体被冷却收缩，配气活塞上升，完成一个循环。

## 背景
在將熱變成機械功的轉換上，斯特林引擎在真實的熱機中可達最高的熱效率，至多80%，僅受工作氣體和引擎材料的不理想性質限制，例如摩擦、熱傳導性、抗張強度、緩慢、熔點等。
只要提供充足熱源，此引擎理論上可用被任何熱源推動，包括太陽能、化學能和核能。
與內燃機相比，斯特林引擎往往維修需求較低，更高效、更安靜、而且更可靠。它們傾向被應用於某些特殊用途以發揚其獨特優點。特別是首要目標非減低每單位功率的投資成本（金錢/千瓦），而是減低引擎產生每單位能量的成本（金錢/度）的時候。
在額定功率下，斯特林引擎的投資成本目前比內燃機引擎高，而且通常更大更重，因此這引擎科技很少單獨以此作為競爭基準。然而在一些用途上（例如需要靜音的潛艇），適當的本益分析可令斯特林引擎優於內燃機引擎。
近年來，鑑於能源成本普遍上漲，能源短缺和全球暖化之類的環境問題，斯特林引擎的優點愈來愈顯著。也有人将斯特林发动机运用在了实验车辆上。
對斯特林引擎科技提高興趣促進了斯特林裝置的研發。其應用涵蓋藉由不相容於內燃機的豐富能源抽水、宇基太空航行、發電，像是太陽能、農業廢料還有家庭垃圾。

另一個斯特林引擎的潛力是，若供應機械功，它可以作為一種熱泵。已有實驗利用風能驅動斯特林熱泵作為家用冷暖空調。

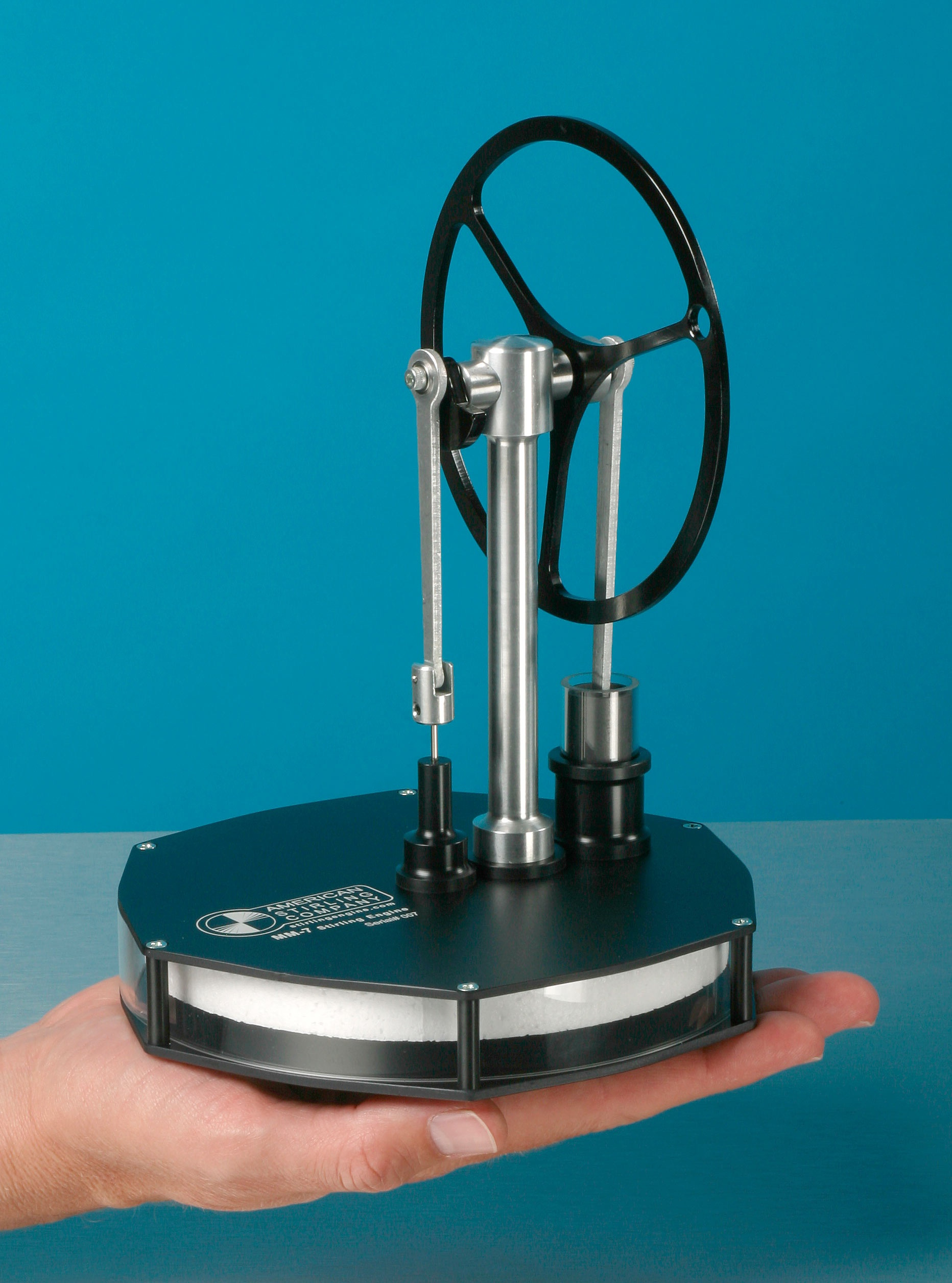
很小的斯特林发动机

問題在于（1）散熱器巨大，无法用于移動机器如汽車，（2）材料要求過高，沒有材料可平價用于大功率引擎。

## 资料来源
1. ↑  . hotairengines.org.   [2020-06-19]. （原始内容存档于2020-06-06）.
2. ↑  斯特林发动机工作原理 的存檔，存档日期2009-07-11.
3. ↑  .   [2009-05-18]. （原始内容存档于2010-03-04）.
4. ↑  .   [2009-05-19]. （原始内容存档于2009-07-11）.

## 延伸閱讀
- R.C. Belaire (1977). "Device for decreasing the start-up time for stirling engines", US patent 4057962[]. Granted to Ford Motor Company, 15 November 1977.
- P.H. Ceperley. . Journal of the Acoustical Society of America. 1979, 66 (5): 1508–1513. Bibcode:1979ASAJ...66.1508C. doi:10.1121/1.383505.
- P. Fette. .   [2009-01-19]. （原始内容存档于2001-03-08）.
- P. Fette. .   [2009-01-19]. （原始内容存档于2001-03-08）.
- D. Haywood.  (PDF).   [2009-01-19]. （原始内容 (PDF)存档于2007-09-26）.
- Z. Herzog. . Mont Alto: Pennsylvania State University. 2006  [2009-01-19]. （原始内容存档于2007-04-03）.
- F. Kyei-Manu; A. Obodoako.  (PDF). 2005  [2009-01-19]. （原始内容 (PDF)存档于2009-03-06）.
- Lund University, Department of Energy Science: Division of Combustion Engines. .   [2009-01-19]. （原始内容存档于2008-04-19）.
- N.P. Nightingale.  (PDF). NASA. 1986  [2009-01-19]. （原始内容存档 (PDF)于2010-05-18）.
- D. Phillips. . 1994  [2009-01-19]. （原始内容存档于2009-01-19）.

## 外部連結
- 《中国大百科全书》第三版网络版中的条目： （简体中文）
- 中的“斯特林发动机”
- I. Urieli (2008). Stirling Cycle Machine Analysis 2008 Winter Syllabus
- Simple Performance Prediction Method for Stirling Engine （页面存档备份，存于）
- Explanations stirling engine and demos （页面存档备份，存于）
- Shockwave3D models: Beta Stirling and LTD